# Tarvarius Moore
Tarvarius Moore (Quitman, Misisipi, 16 de agosto de 1996) es un jugador profesional estadounidense de fútbol americano que se desempeña en la posición de safety en Chicago Bears, equipo de la National Football League (NFL).

## Carrera
Fue seleccionado en la tercera ronda en la Reunión Anual de Selección de Jugadores de la NFL de 2018. Hizo su debut profesional con el equipo San Francisco 49ers, en el cual jugó cuatro temporadas (2018-2021, 2022-2023), después pasó a Green Bay Packers (2023-2024), posteriormente a Chicago Bears, donde lleva jugando una temporada.